# Álvaro Mones
Álvaro Jaime Mones Sibillotte (Montevideo, 7. kolovoza 1942.), urugvajski je biolog i paleontolog.
Diplomirao je na Fakultetu bioloških znanosti Sveučilišta u Montevideu. Stručnjak je za fosile sisavaca s područja Južne Amerike te je autor preko 100 znanstvenih publikacija.
Fosil Josephoartigasia monesi je nazvan po njemu zbog njegove studije o glodavcima iz 1966. godine.